# Народни хероји Југославије (књига)
Народни хероји Југославије је књига у којој се налазе биографије и фотографије свих особа које су стекле звање народног хероја, односно одликоване су Орденом народног хероја. Имала је три издања — 1957, 1975. и 1982. и штампана је у укупном тиражу од 39.000 примерака.

## Прво издање
Прво издање књиге под називом Зборник народних хероја Југославије издало је новинско издавачко предузеће „Омладина“ из Београда 1957. године. Штампање књиге почело је 1. октобра 1957, а завршено 1. априла 1958. у „Београдском издавачком графичком заводу“ (БИГЗ) у тиражу од 16.000 примерака. Књига има 1.003 странице.
Аутори текстова у овом издању су Слободан Петровић, Ранислав Лазаревић, Александар Петковић и Драган Вукобратовић. Њихова основна намера била је да сакупе и среде најважније податке о животу и борби народних хероја. До тада су издаване само публикације о народним херојима по срезовима, покрајинама и републикама, али није постојала јединствена публикација о свима народним херојима Југославије. Да би сакупили све податке о народним херојима било им је потребно пуне две године. У Југославији се до тада нико није систематски бавио прикупљањем података о народним херојима, па је било тешко утврдити и тачан број одликованих. У прикупљању податка аутори су углавном користили изворе из историјског архива Савеза комуниста Југославије, архива музеја и организација Савеза бораца НОР Југославије, објављених публикација и чланака, изјава чланова породица и преживелих другова-бораца, као и из података Генералштаба Југословенске народне армије.
И поред великог напора, у књизи је остао велики број непотпуности и нетачности. Аутори су у поговору књиге позвали све које имају податке о неком народном хероју, који нису унети у књигу, да се јаве Редакцији Зборника на адресу Моше Пијаде бр. 35, Београд. Међу недостацима књиге је и то што није ништа написано о страним држављанима који су одликовани Орденом народног хероја, као и о друштвено политичким организацијама — Савезу комунистичке омладине Југославије и организацији Савеза бораца Народноослободилачког рата Југославије.
До 1957, када је издата књига, било је проглашено укупно 1.307 народних хероја (1.220 мушкараца и 87 жена), од којих је тада било 410 живих. Поред биографија и слика народних хероја у књизи се налазе статистички подаци о народним херојима и подаци о народноослободилачкој борби (подаци о НОВЈ и окупаторским војскама, подаци о људским и материјалним жртвама и хронологија важнијих догађаја народноослободилачког рата) које је припремио Слободан Петровић. Предговор за књигу, под називом На дужности свесно и до краја, написао је Александар Ранковић Марко, тадашњи председник Централног одбора Савеза бораца Народноослободилачког рата Југославије.
| „ | Читава историја наших народа, откако живе на овим подручју, била је веома драматична. Принуђени да стално буду на опрези и спремни за одбрану од туђинских најезда и освајачких похода, они су тешко осетили сву суровост и горчину историјске судбине народа оних земаља које се налазе на раскрсници и правцима кретања освајача. Нашим народима био је наметнут неизбежан услов да непрекидно воде борбу за свој опстанак и одржање, да поднесу све тешкоће и прекиде у самосталном и континуираном развоју, да заостају у развитку и стваралачкој улози коју би одиграли као слободни народи. То им је наметнуло и тешку обавезу да вечно троше изузетно велике снаге, жртве и средстава да би бранили своја народна и људска права, у првом реду право на слободан живот и независност. Релативно малени по броју, они су морали да подносе најсуровије видове борбе, да се прекале и очврсну за најтеже и најсложеније облике одбрамбених бојева. Отуда је наша историја и народна уметност пуна легендарних окршаја и јуначких ликова који симболишу борбу против туђина освајача, насиља и деспотије, против неподношљивих услова робовања, који означавају светле примере издржљивости и отпора. Али никада наши народни нису били стављени на тако страховит испит, никад им није била намењена тако сурова судбина, такав ужасан положај, никад им није био тако угрожен читав живот и цела будућност као за време фашистичке најезде на нашу земљу у току Другог светског рата. И све је тада зависило од тога хоће ли као борачке снаге бити организоване све народне силе, колико ће и како сваки појединац разумети своју улогу у том времену пуном искушења, колико ће свесно и до краја извршити своју дужност. У таквој свакодневној борби против освајача и домаћих изрода, борби без унапред створене војске, без магацина и опреме, без дубоке слободне позадине као базе за попуну и снабдевање, у тој двострукој ослободилачкој и револуционарној борби превазиђени су сви оквири сукоба и окршаја, бојева и битака из прошлости, индивидуалног и колективног јунаштва и подвига, херојских примера свесног и самопрегорног вршења своје дужности према народу, према својој домовини. Већ сама по себи Народноослободилачка борба и Народна револуција као целина остаће у историји наших народа као највећи пример колективног херојског подвига целокупне једне земље, земље у којој су борци били деца, младићи, зрели људи, старци, радници, сељаци, пастири родољубива интелигенција — људи свих доба узраста и свих часних занимања. И мушкарци и жене — упоредо. Све те снаге окупљене под сигурном и смелом претходницом и језгром — радничком класом Југославије, уједињене организаторском и руководећом улогом Комунистичке партије Југославије у целини су примери колективног херојства. Свака поједина наша војна јединица, почев од оних партизанских одреда из којих су никле наше пролетерске и ударне бригаде и дивизије, па до смелих диверзантских група и одреда — такође је пример колективног херојства и свесне и непоколебљиве борбености. Зато је и било могуће да се из тих свенародних и колективних напора роди наше ослобођење и револуционарна победа и све друге велике тековине те борбе, а међу њима и једна од најлепших: братство и јединство наших народа. | ” |

## Друго издање
Друго издање књиге под називом Народни хероји Југославије припремио је Институт за савремену историју из Београд, а објавило Новинско издавачко предузеће „Младост“ из Београда 1975. године. Штампање књиге извршило је Графичко предузеће „Просвета“ из Београда у тиражу од 11.000 примерака. Ово издање састоји се из два тома — први том „А—М” (580 стране) и други том „Н—Ж” (463 стране).
За разлику од претходног издања, које је имало свега четири аутора, ово издање имало је укупно 110 аутора, а у Редакцији су били — Михаило Апостолски, др Никола Бабић, др Милан Борковић, др Али Хадри, др Петар Качавенда, Здравко Клањшчек, др Зоран Лакић, Богдан Ласић, Андра Милановић, Перо Морача, Жика Тадић, Фабијан Трго, Љиљана Матић, секретар Редакције и др Душан Живковић, одговорни уредник Редакције.
У међувремену од првог издања, 1957. до другог издања, 1975, проглашено је још 15 народних хероја; председник СФРЈ Јосип Броз Тито је 15. маја 1972. одликован по други пут; одликовано је 27 јединица и установа НОВЈ, 8 градова и још две друштвено-политичке организације (ОК СКОЈ-а за Дрвар и Удружење шпанских бораца Југославије).

## Треће издање
Треће издање књиге под називом Народни хероји Југославије припремио је Институт за савремену историју, а објавили су удружени издавачи — „Партизанска књига“ из Љубљане, „Народна књига“ из Београда и „Побједа“ из Титограда поводом четрдесетогодишњице устанка 1981. године. Штампање књиге извршио је „Београдски издавачки графички завод“ (БИГЗ) 1983. у тиражу од 12.000 примерака. Издање се састоји из два тома — први том „А—М” (604 стране) и други том „Н—Ж” (464 стране).
Треће издање имало је 116 аутора из Југославије и двоје из Совјетског Савеза, а у Редакцији су били — Михаило Апостолски, Здравко Антонић, Милан Борковић, Драго Боровчанин, Данило Булајић, Перо Дамјановић, Михаило Ђеловић, Зоран Ерак, Хајредин Хоџа, Петар Качавенда, Здравко Клањшчек, Зоран Лакић, Богдан Ласић, Андра Милановић, Снежана Митровић, Перо Морача, Видак Перић, Александар Петковић, Фабијан Трго и Душан Живковић.
У међувремену од другог издања, 1975. до трећег издања, 1982, Орденом народног хероја одликовани су: Јосип Броз Тито, трећи пут — 16. маја 1977; Луиђи Лонго, председник КП Италије и шест јединица НОВ и ПОЈ (Прва и Друга личка пролетерска ударна бригада, Друга словеначка ударна бригада, Трећа српска пролетерска ударна бригада, Дванаеста славонска пролетерска ударна бригада и Раднички батаљон).
Предговор за друго и треће издање књиге написао је Коста Нађ, генерал армије и председник Савезног одбора СУБНОР Југославије:
| „ | Историјско искуство показује да народна борба за слободу и народноослободилачки ратови, а поготово револуционарно-ослободилачке борбе за друштвене преображаје - обилују јунаштвом и спремношћу на велике жртве, све до примера безграничног херојства појединаца и група, најсмионијег дела таквих покрета. Јер, као што је говорио друг Тито, у револуцији народи нађу сами себе, упознају своје вредност и своје стваралачке снаге, подмладе се и пробуђени из учмалости преобразе, па у свом револуционарном покрету развију такву стваралачку енергију да могу у кратком времену створити дела незамислива у старом, преживелом друштву. У нашем Народноослободилачком рату (1941-1945), који је вођен као социјалистичка револуција, а уједно и као самостални фронт у коалицији антифашистичких снага света, ми не бисмо извојевали победу да нисмо војну стратегију стварали на јасном политичком програму Комунистичке партије Југославије. Јасноћа циља, толико блиског интересу основних слојева народа, учинила је наше народе и народности колективним народним херојем, давала им је чудесну издржљивост и морал, којим је тучен и потучен фашистички непријатељ. Борци народноослободилачког рата, као и стотине хиљада оних који су се на позив КПЈ и друга Тита укључили у народноослободилачки покрет, били су ношени мржњом према фашистичким поробљивачима и њиховим слугама, издајницима својих народа; били су задојени љубављу према својој родној груди, према слободи своје домовине, према циљу, према будућој Југославији, заједници збратимљених равноправних народа и народности. Масовно херојство је општа одлика Титових бораца. Сетимо се само да је у јеку велике битке на Неретви, марта 1943. године друг Тито у једној депеши јављао Коминтерни како је са њиме 20.000 хероја партизанске армије, чији ће борци - сви до последњега — пре изгинути него поклекнути пред непријатељем или напустити ослободилачку борбу. А такве битке, са већим или мањим снагама непријатеља, у лакшим или тежим окршајима водиле су се са исто таквим херојством по целој Југославији. У народноослободилачки покрет, који је израстао у рат наоружаног народа, дух херојства су непрекидно уносили и личним примером исказивали пре свега чланови Комунистичке партије и Савеза комунистичке омладине Југославије, који су се калили још у претходној борби с класним непријатељем, али и сви истински, прогресивни родољуби спремни да се за своје идеале жртвују и своје животе. Ова књига је антологија херојства: сажето срочени записи о животу и делу изузетних, књига о онима који су се јунаштвом посведочили - посведочени чином проглашења за народне хероје — остали су у историји пример револуционарне истрајности, хумане честитости, борбене непоколебљивости и бескрајног самопрега. Али, ова књига истина, које су често равне митским легендама, истовремено је и признање свим оним безбројним, понекад анонимним, не одликованим јунацима чија су дела и подвизи уграђени у темеље наше социјалистичке, самоуправне и несврстане Југославије. Стога нека ове животне приче антологијског значаја о херојима Југославије истовремено буду и исечак истине о свим палим борцима народноослободилачког рата, о свима онима који су, величином жртве, у оствареном циљу обезбедили живот у живима заувек. | ” |

## Сличне књиге
Поред три издања књиге Народни хероји Југославије о народним херојима је написан велики број књига, који су се бавиле животима појединих народних хероја или народним херојима из одређене партизанске јединице или одређеног краја Југославије. Обимнијих књига о народним херојима је још свега неколико:
- Хероји из два ослободилачка рата 1936-1939. и 1941-1945.
  - издавач: Иницијативни комитет за сазив Првог конгреса шпанских бораца, Београд 1946.
- Народни хероји Србије
  - издавач: Главни одбор Савеза бораца НОР-а Србије, Београд 1951.
- Народни хероји Косова и Метохије (алб. Herojt e popullit te Kosove-Metohis)
  - издавач: Обласни одбор Савеза бораца НОР-а АКМО, Приштина 1956.
- Народни хероји Баније и Сиска
  - аутор: Вера Црнобори-Опријан
  - издавач: „27. српањ“, Загреб 1957.
- Жене хероји
  - аутор: Мила Беоковић
  - издавач: „Свјетлост“, Сарајево 1967.
- Народни хероји Друге пролетерске далматинске бригаде
  - издавач: „Стварност“, Загреб 1968.
- Хероји с обала Неретве
  - аутори: Љубо Гордић и Рефик Хамзић
  - издавач: Информативни центар, Мостар 1971.
- Железничари народни хероји
  - аутор: Илија Филиповић
  - издавач: „Мисла“, Скопље 1972.
- Народни хероји Македоније (мкд. Народни хероји од Македонија)
  - издавач: „Наша књига“, Скопље 1973.
- Народни хероји Подриња
  - аутор: Станко Младеновић
  - издавач: Фонд НОБ Подриње, Шабац 1978.
- Народни хероји Книнске крајине
  - аутор: Миле Медић и Илија Ђујић
  - издавач: Општински одбор СУБНОР-а Книн, 1979.
- Народни хероји Таковског краја
  - аутор: Станко Младеновић
  - издавач: „Дечје новине”, Горњи Милановац 1979.
- Хероине Југославије
  - аутори: Крсте Бјелић, Сеада Хоџић, Дарко Ступарић и Радуле Васовић
  - издавач: „Спектар“, Загреб 1980.
- Народни хероји Истре, Хрватског приморја и Горског котара
  - аутор: Славко Магдић
  - издавач: „Задружна штампа”, Загреб 1981.
- Народни хероји Шумадије и Поморавља
  - издавач: Друштво младих истраживача "Полет", Крагујевац 1985.
- Мостарци народни хероји Југославије
  - аутор: Рефик Хамзић
  - издавач: Скупштина општине Мостар, Мостар 1986.
- Народни хероји Светозарева
  - аутор: Љубица Здравковић
  - издавач: Завичајни музеј, Светозарево 1988.

Биографије већег броја народних хероја налазе се такође и у разним публикацијама енциклопедијског карактера, као и у самим енциклопедијама, попут: Војне енциклопедије, Енциклопедије Југославије, Мале енциклопедије Просвете, Лексикона Народноослободилачког рата и др.